# Принц Уэльский (театр)
О титуле см. Принц Уэльский.
О театре в Кардиффе см. Принц Уэльский (театр, Кардифф).
Не следует путать с театром Скала, ранее носившим такое же название.
«Принц Уэ́льский» (англ. The Prince of Wales Theatre) — театр в Вест-Энде, Лондон, Великобритания. Расположен на улице Ковентри вблизи площади Лестер. Принадлежит театральной компании «Delfont Mackintosh Theatres».

## История

### Современный период
В апреле 1999 года театр был включён в список Английского наследия. 
В 2004 году здание подверглось капитальной реконструкции: были модернизированы основные объекты театра, отремонтировано закулисное пространство и сцена, увеличена вместимость зрительного зала. Внешняя отделка позволила вернуть знаменитой башне первоначальный вид, восстановлен общий экстерьер, обновлена светодиодная подсветка.
Обновлённый театр открылся 16 апреля 2004 года мюзиклом «Mamma Mia!», переехавшим сюда из театра «Принц Эдуард». Однако в сентябре 2012 года мюзикл снова переезжает: на этот раз в театр «Новелло». Отыграв здесь более 3000 спектаклей, мюзикл «Mamma Mia!» побил рекорд самого продолжительного шоу театра — мюзикла «Аспекты любви» (1326 спектаклей).

## Основные постановки театра
- 1988: «Юг Тихого океана»
- 1989: «Аспекты любви»
- 1992: «Энни завладела твоим оружием»
- 1994: «Копакабана»
- 1996: «Задымлённое кафе Джо»
- 1999: «Вестсайдская история»; «Рента»
- 2000: «Фосс»
- 2001: «Иствикские ведьмы»
- 2002: «Мужской стриптиз»; «Рента»
- 2003: «Клифф»
- 2004: «Mamma Mia!» (переехала из театра «Принц Эдуард»; затем переехала в театр «Новелло»)
- 2012: «Пусть будет так» (переехала в театр Савой)
- 2013: «Книга мормона» (текущая)